# Hannah Epperson
Hannah Epperson (* 20. Oktober 1987 in Salt Lake City) ist eine amerikanische Songwriterin, Sängerin und Violinistin. Ihre Musik ist eine Gratwanderung zwischen Indie-Pop, Folk, Jazz und Neo-Klassik.

## Biografie
Epperson wurde 1987 in Salt Lake City als jüngstes von vier Geschwistern geboren. Sie wuchs in einer musikalischen Familie auf und begann im Kindergarten, Violine zu spielen. Die Wahl fiel auf dieses Instrument, weil ihre drei älteren Brüder andere Instrumente – Klavier, Klarinette und Cello – schon „besetzt“ hatten und ihre Eltern darauf bestanden, dass sie ein „ebenbürtiges“ Instrument lernen sollte. Durch eine Bekanntschaft mit einem Cowgirl machte sie erste größere musikalische Fortschritte: „I met a cowgirl when I was ten [...]. We would go and ride horses and she would teach me fiddle tunes by ear.“ 

Im Alter von 13 Jahren zog sie 2001 mit ihrer Familie um ins kanadische Vancouver, nachdem sich ihre Eltern, beide Mormonen, zuvor schon mit der örtlichen Kirche in Salt Lake City überworfen hatten und exkommuniziert wurden.

Nach Abschluss der High School begann sie 2005 ein Studium der Humangeographie an der University of British Columbia (UBC). Sie unterbrach es 2008, um „der Liebe wegen“ nach Berlin zu gehen, wo sie mit ihrer Violine Straßenmusik machte und die Loop Station für sich entdeckte. Nach einem Jahr, das sie im Rückblick als „ziemlich selbstzerstörerisch“ empfand, kehrte sie im Sommer 2009 nach Vancouver zurück und machte 2012 an der UBC ihren Bachelor-Abschluss in Humangeographie. In diese Zeit fallen auch ihre ersten eigenen musikalischen Produktionen und Aufnahmen mit anderen Künstlern. Neben ihrer nur digital erhältlichen Home Batch EP (2011) ist sie auf Miss Emily Browns (= Emily Millard) Album In Technicolor (2010) wie auch beispielsweise Kim Churchills Detail Of Distance (2012) zu hören. Erwähnenswert ist zudem ihre spätere Zusammenarbeit mit den kanadischen Indie-Pop- bzw. Indie-Folk-Bands Royal Canoe (Something Got Lost Between Here And The Orbit, 2016) und Aidan Knight. Mit beiden Bands ging sie 2016 auch auf Tournee durch Europa.
Nach Veröffentlichung zweier EPs bzw. Singles (Burn und Methyl Red 2015) und einem Umzug nach Brooklyn brachte Epperson im Herbst 2016 mit Upsweep ihr erstes, in gleichen Anteilen von Ajay Bhattacharya (alias Stint) und Zubin Hensler produziertes Album auf den Markt und ging zeitgleich auf Solo-Tournee durch Europa. Im Anschluss daran tourte sie durch Kanada. Eine erneute Solo-Europatournee folgte im Frühjahr 2017. Zwischenzeitlich ging sie mit den Fleet Foxes ins Studio, um mit ihnen das Album Crack-Up (2017) einzuspielen. 

Im Februar 2018 folgte sie der Einladung des australischen Songwriters Ry X und begleitete ihn als Gast auf seiner „Body Sun“-Europatournee, wo sie dessen Konzertabende eröffnete und auch mit seiner Band spielte. Für Februar und März 2019 nahm sie eine erneute Einladung für dessen „Unfurl“-Europatournee an.

Nach Erscheinen ihres zweiten, diesmal selbst produzierten Albums Slowdown (2018), begab sich Epperson im Frühjahr dann erneut auf eine ausgedehnte Solo-Europatournee, deren mediale Höhepunkte Auftritte in der Hamburger Elbphilharmonie und als musikalischer Gast im ZDF-Kulturmagazin Aspekte waren. Eine weitere Solotournee folgte im Herbst 2018. Mit der Ankündigung dieser Konzertreise gab sie zugleich bekannt, dass dies für eine längere Zeit die letzte Tournee dieser Art sei: „this is likely the last *solo* tour i’ll be doing for a long while“.
Neben ihrer musikalischen Karriere ist Hannah Epperson sportlich im Ultimate Frisbee aktiv, wo sie in den Jahren 2015 und 2017 mit dem Mixed-Team Kanadas an den World Championships of Beach Ultimate (WCBU) teilnahm und jeweils Vize-Weltmeister wurde.
Epperson lebt im kanadischen Vancouver.

## Musikalischer Stil
Epperson selbst gibt auf die Frage nach ihren größten musikalischen Einflüssen u. a. Björk, Radiohead, Joni Mitchell, Pete Seeger, System of a Down und Pentangle an. Aus der klassischen Musik stehen ihr Rachmaninow, Bartók, Arvo Pärt und J.S. Bach nahe.
 Sie selbst bevorzugt kein bestimmtes musikalisches Genre: „I don’t know as I’ve ever felt particularly drawn to any one style or genre over another.“
Da ihr tragendes Instrument die Violine ist, wird ihre Musik häufig mit dem ein wenig irreführenden Etikett „Neoklassik“ versehen. Sie bleibt jedoch strukturell im Großen und Ganzen dem Pop verpflichtet, auch wenn sie dessen Schemata immer wieder durchbricht. Gelegentlich wird auch der Begriff Chamber pop verwendet. Ihre Kompositionen sind die einer Songwriterin, denn sie sieht sich selbst als Geschichtenerzählerin: „I feel like the process of being a storyteller, and bringing a world to life, is really enriching.“ 

Eppersons Musik orientiert sich zunächst am Komponierprinzip des Liedes und verwendet immer Gesang, wobei jedoch der Instrumentalteil häufig dominiert. Strophe und Refrain sind wiederkehrende Elemente, auch wenn Epperson diese häufig nicht im konventionellen Wechsel gebraucht. Im Unterschied zu gängiger Popmusik jedoch verwendet sie statt herkömmlicher Melodien eher kleinteiligere kompositorische Elemente wie Motive, Figuren oder Phrasen, die sie im Verlauf eines Songs zu Klangteppichen verknüpft oder übereinander schichtet. Dabei bedient sie sich einer eigenwilligen, oft vertrackten Rhythmik.

Ihre Alben Upsweep (2016) und Slowdown (2018) folgen dem gleichen Konzept: sie bestehen aus jeweils fünf Songs, die einmal in einer breiter instrumentierten, oft auch rhythmischeren und „Amelia“ und in einer reduzierten „Iris“-Version gespielt werden. In den „dramatischeren“ und „leidenschaftlicheren“ „Amelia“-Versionen kommen neben der Violine Schlagzeug, Klavier oder auch Synthesizer zum Einsatz, während die ruhigeren „Iris“-Versionen zumeist auf das Zusammenspiel von Violine und ihrem brüchig-zarten Gesang reduziert sind. „Amelia“ und „Iris“ stehen für zwei entgegengesetzte Charaktere, die sie zuvor für ein Drehbuch erfand, und zugleich für „zwei radikal verschiedene Ausdrucksweisen meines Selbst“.

Eppersons Songtexte loten die Tiefen der menschlichen Psyche und Beziehungen aus. Der Song „Brother“ (veröffentlicht auf der Burn-EP 2015) beispielsweise verarbeitet die tragische Krankheitsgeschichte ihres jüngsten Bruders, dem sie sich besonders eng verbunden fühlte. Andere Songs haben aber auch politische Bezüge. Der Song „We Will Host A Party“ setzt sich kritisch mit den sozialen und ökologischen Verwerfungen auseinander, welche die Olympischen Winterspiele 2000 in Vancouver verursachten. Konventionelle Liebeslieder sind bei ihr nicht zu finden.
Ihre eigentliche Bestimmung sieht Hannah Epperson in der Präsentation ihrer Musik vor Publikum auf der Bühne, die sie bis Ende 2018 intensiv auf vielen ausgiebigen Tourneen auslebte. Auf die Frage, wie man sich ihre Musik am besten anhöre, antwortet sie: „Live. For Sure.“ Für CBC/Radio-Canada war sie schon 2013 „one of the top artists to watch“. Dabei ist ihr wichtig, dass sie und ihr Publikum eine Einheit bilden: „I think I have a lot of demands of the people who come to the show. It´s a very vulnerable show and the line between the performer and the audience is almost non-existent for me. And so it´s very important for me that all the people in the room are together with me.“

Bei ihren Solokonzerten (ab und an unterstützt von einem Schlagzeuger) verwendet sie dazu neben einem analogen Synthesizer eine Loopstation, mit deren Hilfe sie schrittweise ein mehrschichtiges Klanggewebe oftmals bis zu einer Klimax verdichtet, um danach wieder zum Ausgangsmotiv zurückzukehren. Dabei sind zuweilen auch für den Jazz typische improvisatorische Elemente enthalten.

## Diskografie

### Alben
- Upsweep (2016, listenrecords)
- Slowdown (2018, listenrecords)

### Singles und EPs
- Home Batch EP (2011, nur digital, Eigenveröffentlichung)
- Burn EP (2015, lim. Edition Vinyl, Eigenveröffentlichung)
- Methyl Red (2015, nur digital, bandcamp)
- Raise A White Flag/Dreaming Of A White Christmas (2016, lim. Edition Vinyl, Snowflake Christmas Single Club)
- The Landslide (2021, nur digital, Deutsche Grammophon, Project XII 11/2021)

### Kompilationen
- Various Artists: Canada Ho!Ho!Ho! VIII (2016, nur digital, The Line of Best Fit music blog)
- Various Artists: Hamburger Küchensessions 4 (2017, 2CD, Kombüse Schallerzeugnisse)

### Mit anderen Künstlern (Auswahl)
- Miss Emily Brown (Emily Millard): In Technicolor (2010, Eigenveröffentlichung)
- Kim Churchill: Detail Of Distance (2012, Indica Records)
- Morlove: Old Tomorrow (2013, Eigenveröffentlichung)
- Said The Whale: Hawaiii (2013, Hidden Pony Records)
- Royal Canoe: Something Got Lost Between Here And The Orbit (2016, Embassy of Music/Nevado)
- Fleet Foxes: Crack-Up (2017, Nonesuch Records/Warner)